# 소돔과 고모라 (1962년 영화)
《소돔과 고모라》(영어: The Last Days Of Sodom And Gomorrah)는 1962년 10월에 개봉한 이탈리아의 모험, 드라마, 역사, 기독교, 종교 영화이다. 로버트 앨드리치가 감독을, 휴고 버틀러와 조지오 프로스페리가 각본을 맡았다. 이탈리아에서는 1962년 10월 4일에, 영국에서는 1962년 11월 29일에, 프랑스에서는 1962년 11월 21일에, 미국에서는 1963년 1월 23일에 개봉되었다.

## 줄거리
롯(Lot: 스튜어트 그렌저 분)은 히브리인들을 이끌고 사막을 지나 기름진 약속의 땅을 찾아간다. 그들은 오랜 유랑 끝에 한 마을에 도착하여 밭을 경작하며 정착 생활에 들어간다. 그런데 이들의 땅에 사막부족인 헬라 민족이 침입해 들어 와서 집을 불태우며 소동을 일으킨다. 롯은 소돔성의 여왕과 손을 잡고 유황과 불을 이용해 이들을 물리친다.
애써 가꾼 땅이 황무지로 변하자 살 곳을 찾아 소돔성에 들어간 히브리인들. 우상을 섬기는 타락한 소돔성의 분위기에 젖어든 그들은 방탕한 생활에 빠져 하느님의 뜻을 거역하는 생활을 한다. 한편, 롯은 여왕(Queen Bera: 아누크 에이미 분)의 동생과 결투 끝에 그를 죽이고 감옥에 갇혀 최후의 날을 기다리는 신세가 된다. 이 때, 롯에게 목자들을 데리고 소돔성을 떠나라는 하나님의 계시가 들려오면서 수갑이 풀리고 감옥문이 열리는 기적이 일어난다.
하나님은 의인이 열명만 있어도 성을 멸하지 않으리라고 마지막으로 약속하지만 그 의인이 없어 소돔성을 불과 유황으로 심판하신다. 심판의 장면을 절대로 돌아보지 말라는 하나님의 마지막 명령이 있은 후에 롯은 이를 믿는 사람들을 데리고 홀연히 성을 빠져나오는데...

## 출연진

### 주연
- 스튜어트 그레인저 - 롯 역
- 아누크 에메 - 여왕
- 피어 안젤리 - 일디스
- 스탠리 베이커 - 아스다롯

### 조연
- 릭 바타글리아 - 멜키오르
- 페오더 칼리아핀 주니어 - 아라비아스
- 자코모 로시 스튜어트 - 이즈마일

## 한국판 성우진 (MBC, 1985년 12월 25일)
- 박일 - 롯(스튜어트 그레인저)
- 송도영 - 일디스(피어 안젤리)
- 정희선 - 여왕(아누크 에메)
- 김현직 - 아스다롯(스탠리 베이커)
- 황일청 - 이즈마일(자코모 로시 스튜어트)
- 이영달 - 나쿠르(알도 실바니)
- 최병학 - 아라비아스(표도르 샬랴핀 주니어)
- 안정현 - 말릭(지오반나 갈레티)
- 서영애 - 말렙(클라우디아 모리)
- 김기현 - 세구르(다니엘레 바르가스)
- 박태호 - 중위(가브리엘 틴티)
- 홍승옥 - 수나(로산나 포데스타)
- 이성 - 히브리인 노인(프리모 모로니)
- 김명수 - 멜키오르(릭 바탈리아)
- 이인성 - 대위(안소니 스테판)
- 최상기 - 히브리인 노인(프란체스코 텐시)
- 김관철 - 병사(오메로 카판나)